# Référencement
 (mai 2023).
Si vous disposez d'ouvrages ou d'articles de référence ou si vous connaissez des sites web de qualité traitant du thème abordé ici, merci de compléter l'article en donnant les références utiles à sa vérifiabilité et en les liant à la section « Notes et références ».
Le référencement est l'action de référencer, c'est-à-dire mentionner quelque chose ou y faire référence.
Ce terme est utilisé dans deux contextes bien spécifiques : 
- Dans la grande distribution lors de la gestion de catalogues produits : les produits sont référencés dans les étalages. De même, des services peuvent être référencés comme prestataires potentiels.
- Sur Internet, le travail de référencement consiste à améliorer le positionnement et la visibilité de sites dans des pages de résultats de moteurs de recherche ou d'annuaires.

Le référencement web s'articule autour de deux stratégies distinctes et complémentaires : le référencement naturel (ou organique) et le référencement payant (ou liens sponsorisés). 

## Référencement d'un produit ou d'un prestataire

### Référencement de produits
La DGCCRF définit le référencement, dans la grande distribution, comme « une clause ou un contrat par lequel une centrale d'achat ou de référencement autorise un fournisseur, en contrepartie de conditions de vente négociées, à proposer ses produits à la revente chez ses affiliés distributeurs. Ces derniers restent cependant libres de se fournir ou non auprès du fournisseur référencé ».

### Référencement de prestataires
Certaines entreprises, lorsqu'elles souhaitent réduire leurs coûts en sélectionnant un nombre limité de prestataires potentiels pour un appel d'offres, organisent un référencement des offres de services. Les sociétés retenues sont dites référencées. Cette pratique est très courante, notamment en informatique, où les « grands comptes » référencent un nombre limité (entre quatre et dix sur plus d'une centaine) de sociétés de services informatiques (SSII).

## Référencement sur Internet

### Objectifs du référencement web
Il existe plusieurs objectifs au référencement web et à l'optimisation sur les moteurs de recherche :
- Créer de la visibilité et de la notoriété pour un site web sur les moteurs de recherche comme Google, Bing, Yahoo, Ecosia ou Qwant ;
- Multiplier le nombre de visites de son site internet ;
- Développer la popularité et la notoriété d’une personne physique ou d'une personne morale ;
- Communiquer en ligne auprès d’une nouvelle cible d'internautes ;
- Accroître le chiffre d’affaires web d’une entreprise au travers du commerce en ligne ou de la publicité en ligne ;
- Nettoyer en cas de besoin la e-réputation d'une personne physique ou morale.

### Référencement ou SEO
Il ne faut pas confondre le référencement naturel, qui est dirigé vers l'internaute, et le SEO (acronyme de Search Engine Optimization) qui lui est dirigé vers les moteurs de recherche. Certaines techniques SEO sont définies par ces mêmes moteurs comme abusives. Par exemple : Google conseille d'utiliser un référencement plus naturel. Si le référencement naturel fait partie du SEO, la réciprocité n'est pas vraie.
Faire un lien d'une page A vers une ressource B, c'est y faire référence et donc référencer la ressource B depuis la page A. Par vulgarisation, l'action générique d'inscription dans les moteurs de recherche a été appelée référencement. Aujourd'hui, sa pratique s'articule autour des outils de recherche, plus particulièrement des moteurs et des annuaires de recherche. Le travail de référencement vise à améliorer le positionnement des sites web, et donc leur visibilité, dans leurs pages de résultats, appelées SERP (de search engine results pages) dans le jargon du référencement.
Pour le SEO il s'agit en l’occurrence de travailler les éléments internes et externes des sites pour permettre de donner plus facilement les informations à la fois aux internautes, mais également aux moteurs de recherche.  
Le travail de référencement et de SEO vont souvent de pair, ce qui amène parfois une confusion entre les deux termes. Le référencement et le SEO passent donc par : 
- un travail sur la notoriété des sites
- du contenu que les moteurs de recherche jugeront pertinent ou non
- un travail sur la structure du site (le code est-il compréhensible, léger, complet, etc.)
- l'usage d'une technologie de site web adaptatif
- bâtir des Lien retour sur thématique
- la vitesse de chargement du site
- optimiser les balises meta (titres et metadescriptions)
- avoir un site responsive (adapté à tous les formats d'écran)
- de nombreux autres critères techniques

On[Qui ?] parle aujourd'hui de plus de 300 critères de référencement et de SEO pour Google.
Le positionnement sur les moteurs de recherche est une des principales sources de création de trafic sur un site web. En effet, il permet aux internautes d'accéder à un site sans connaître son adresse. Les principaux moteurs de recherche sont capables de détecter les nouveaux documents sur le web (et les nouveaux sites).
Un bon référencement sur le Web est essentiel puisque « 34 % des internautes cliquent sur le premier lien naturel d'une page de résultats ».
Avant l'apparition des moteurs de recherche, il était aussi indispensable d'être référencé dans des annuaires web. Il peut aussi être intéressant d'être référencé sur des sites externes, notamment des sites de bookmarks (marque-pages) ou des pages de liens favoris ou encore sur des blogues, soit par un article, soit en utilisant la méthode dite d'échanges de liens.

### Référencement local
Le référencement local est le fait d'optimiser un site internet pour que ses pages soient positionnées lors d'une recherche incluant une localité, un code postal ou faite par un internaute autorisant sa géolocalisation. Cette partie du référencement prend de plus en plus d'importance ces dernières années[Quand ?] et est de plus en plus prise en compte par Google, notamment pour la navigation mobile.

### Référencement sur les annuaires
Un annuaire Web est un site classant de façon thématique les sites qu’il sélectionne lui-même ou qui lui sont soumis. Des éditeurs analysent alors le contenu des pages et créent des résumés de leurs contenus dans le but d’orienter les visiteurs. Les annuaires proposent une recherche par catégories et sous-catégories. Il existe des milliers d’annuaires dits spécialisés ou généralistes (exemple : Dmoz ou Yahoo! Directory). Les critères d’acceptation d’un site sur un annuaire dépendent de chaque annuaire. Cette pratique a été massivement utilisée par les référenceurs pour augmenter artificiellement leur PageRank. Cela dit, Google ayant commencé à pénaliser les annuaires web dès 2008, cette technique est de moins en moins utilisée. Elle n'est d'ailleurs plus actualisée depuis 2013 et officiellement plus transmise par Google depuis 2016.

### Référencement payant
Le référencement payant, en anglais (en) Search Engine Advertising (SEA) consiste en la mise en place de liens sponsorisés dans les résultats de moteur de recherche par une régie de publicités spécifiques comme Google AdWords ou Bing Ads, par exemple.

### Référencement social
La popularité des réseaux a entraîné l'émergence d'une nouvelle formule de référencement appelée le référencement social (SMO). Une organisation peut s'inscrire sur des réseaux tels que Facebook, Instagram ou Tripadvisor selon la thématique des activités de l'organisation.

### Référencement vocal
Le référencement vocal peut se traduire par l'adaptation du référencement aux requêtes orales d'un internaute, effectuées à l'aide de la reconnaissance vocale de son smartphone ou via son assistant vocal.

### Autres méthodes de référencement
Le marketing de contenu permet d'avoir du contenu éditorial et sponsorisé sur des sites grands médias.